# 阿萍雅·萨库尔加伦苏
阿萍雅·萨库尔加伦苏（1990年5月27日—），昵称塞班（Saiparn），泰国女演员兼模特。代表作有《鬼三驚》、《死神的十字路口》、《友谊我和你》、《1448爱在你我之间》、《密谈》等。以3.27分的成绩平均积点毕业于兰实大学传播艺术学院电影和视频艺术系（二等荣誉）。